# Ernest Ohemeng
Ernest Ohemeng (Acra, 17 de enero de 1996) es un futbolista ghanés que juega como delantero en el Marbella F. C. de la Primera Federación.

## Trayectoria
Formado en el conjunto sub-19 del Rio Ave Futebol Clube, Ernest Ohemeng dio pronto el salto al primer equipo con quien debutó con tan solo 17 años en la temporada 2013-14. Tras su etapa en el club que le vio crecer, el jugador firmó por el Moreirense en la temporada 2015-16 en busca de minutos en la categoría reina del fútbol portugués y, con 19 años, disputó 19 encuentros en el primer año con su nuevo equipo. 
Durante dos temporadas el jugador fue cedido en la Segunda División de Portugal, primero al Académica de Coimbra y la siguiente temporada al Arouca, con casi 50 encuentros disputados en esas dos temporadas.
En julio de 2018 se comprometió para jugar la temporada 2018-19 en las filas del Club Deportivo Mirandés por dos temporadas. Tras esos dos años se marchó al Salamanca Club de Fútbol UDS. En la temporada 2021-22 jugó en las filas de la S. D. Tarazona, donde disputó 33 partidos y anotó tres goles en la Segunda División RFEF.
El 9 de julio de 2022 firmó por el Club de Fútbol Villanovense. Con este equipo, al que ayudó a clasificarse para la Copa del Rey, compitió en la Segunda Federación y de cara a la campaña siguiente se marchó al Marbella F. C.

## Clubes
| Club                 | País     | Año       |
| -------------------- | -------- | --------- |
| Rio Ave F. C.        | Portugal | 2014-2015 |
| Moreirense F. C.     | Portugal | 2015-2016 |
| Académica de Coimbra | Portugal | 2016-2017 |
| Moreirense F. C.     | Portugal | 2017      |
| F. C. Arouca         | Portugal | 2018      |
| C. D. Mirandés       | España   | 2018-2020 |
| Salamanca C. F. UDS  | España   | 2020-2021 |
| S. D. Tarazona       | España   | 2021-2022 |
| C. F. Villanovense   | España   | 2022-2023 |
| Marbella F. C.       | España   | 2023-     |